# هان لي (مغني)
هان لي (بالصينية: 韩磊) هو مغني وكاتب أغاني صيني، ولد في 23 فبراير 1968 في هوهوت في الصين.

## وصلات خارجية
- الموقع الرسمي
- هان لي على موقع IMDb (الإنجليزية)
- هان لي على موقع ميوزك برينز (الإنجليزية)
- هان لي على موقع ميوزك برينز (الإنجليزية)
- هان لي على موقع قاعدة بيانات الفيلم (الإنجليزية)